# Masamitsu Kobayashi
Masamitsu Kobayashi (小林 成光, Kobayashi Masamitsu) est un footballeur japonais né le 13 avril 1978.